# Сетома
Сетома (грч. Κεφαλάρι, до 1926. грч. Σέτομα) је насељено место у општини Костур у периферији Западна Македонија, Грчка. Према попису из 2021. године било је 447 становника.
Према бугарском географу и историчару, Василу Канчову, у Сетоми је 1900. године живело 190 Словена хришћана и 150 Турака или Словена муслимана. Након 1924. турско становништво је принудно исељено у Турску а на њихово место су насељене грчких избеглице из Турске, укупно 81 особа. Током грађанског рата село је доста страдало, због чега се део словенског становништва иселио у Југославију и неке источноевропске земље.